# Kanton Tessy-sur-Vire
Der Kanton Tessy-sur-Vire war bis 2015 ein französischer Kanton im Arrondissement Saint-Lô, im Département Manche und in der Region Basse-Normandie. Chef lieu ist Tessy-Bocage (vormals Tessy-sur-Vire).
Der Kanton Tessy-sur-Vire hatte zum 1. Januar 2012 insgesamt 6240 Einwohner.

## Gemeinden
Der Kanton bestand aus 14 Gemeinden:
| Gemeinde              | Einwohner Jahr | Fläche km² | Bevölkerungsdichte | Code INSEE | Postleitzahl |
| --------------------- | -------------- | ---------- | ------------------ | ---------- | ------------ |
| Beaucoudray           | 152 (2013)     | –          | – Einw./km²        | 50039      | 50420        |
| Beuvrigny             | 127 (2013)     | –          | – Einw./km²        | 50050      | 50420        |
| Chevry                | 110 (2013)     | –          | – Einw./km²        | 50134      | 50420        |
| Domjean               | 1.065 (2013)   | –          | – Einw./km²        | 50164      | 50420        |
| Fervaches             | 392 (2013)     | –          | – Einw./km²        | 50180      | 50420        |
| Fourneaux             | 125 (2013)     | –          | – Einw./km²        | 50192      | 50420        |
| Gouvets               | 273 (2013)     | –          | – Einw./km²        | 50214      | 50420        |
| Le Mesnil-Opac        | 268 (2013)     | –          | – Einw./km²        | 50316      | 50860        |
| Le Mesnil-Raoult      | 403 (2013)     | –          | – Einw./km²        | 50319      | 50420        |
| Moyon Villages        | 1.510 (2013)   | –          | – Einw./km²        | 50363      | 50860        |
| Saint-Louet-sur-Vire  | 205 (2013)     | –          | – Einw./km²        | 50504      | 50420        |
| Saint-Vigor-des-Monts | 290 (2013)     | –          | – Einw./km²        | 50563      | 50420        |
| Tessy-Bocage          | 1.824 (2013)   | –          | – Einw./km²        | 50592      | 50420        |
| Troisgots             | 311 (2013)     | –          | – Einw./km²        | 50608      | 50420        |